# جاك كينغ (ناطق رسمي)
جاك كينغ (بالإنجليزية: Jack King)‏ هو ناطق رسمي أمريكي، ولد في أبريل 1931 في Brighton, Boston ‏ في الولايات المتحدة، وتوفي في 11 يونيو 2015 في كوكاو بيتش في الولايات المتحدة.

## وصلات خارجية
- جاك كينغ على موقع IMDb (الإنجليزية)